# William Anderson (cricket)
Pour les articles homonymes, voir William Anderson.
William Wallace Anderson, né le 27 juin 1859 à Édimbourg et mort le 26 avril 1923 au Houlme, est un joueur britannique de cricket et de football des années 1890-1900, qui a représenté la France lors des Jeux olympiques d'été de 1900 à Paris.

## Biographie
William Anderson joue au football avec les White Rovers, un club parisien regroupant de nombreux Écossais.
Il participe à l'unique match de cricket aux Jeux olympiques en 1900 à Paris. La France, représentée par l'équipe du Standard Athletic Club, est battue par l'Angleterre et remporte donc la médaille d'argent. 